# برج رپسول-وای‌پی‌اف
برج رپسول-وای‌پی‌اف (انگلیسی: Repsol-YPF tower) ساختمان اداری ۴۴ طبقه مستقر در شهر بوئنوس آیرس است، که پروژه ساخت آن در سال ۲۰۰۶ آغاز شد و در سال ۲۰۰۸ به بهره‌برداری رسید.